# Sự phát triển của vú

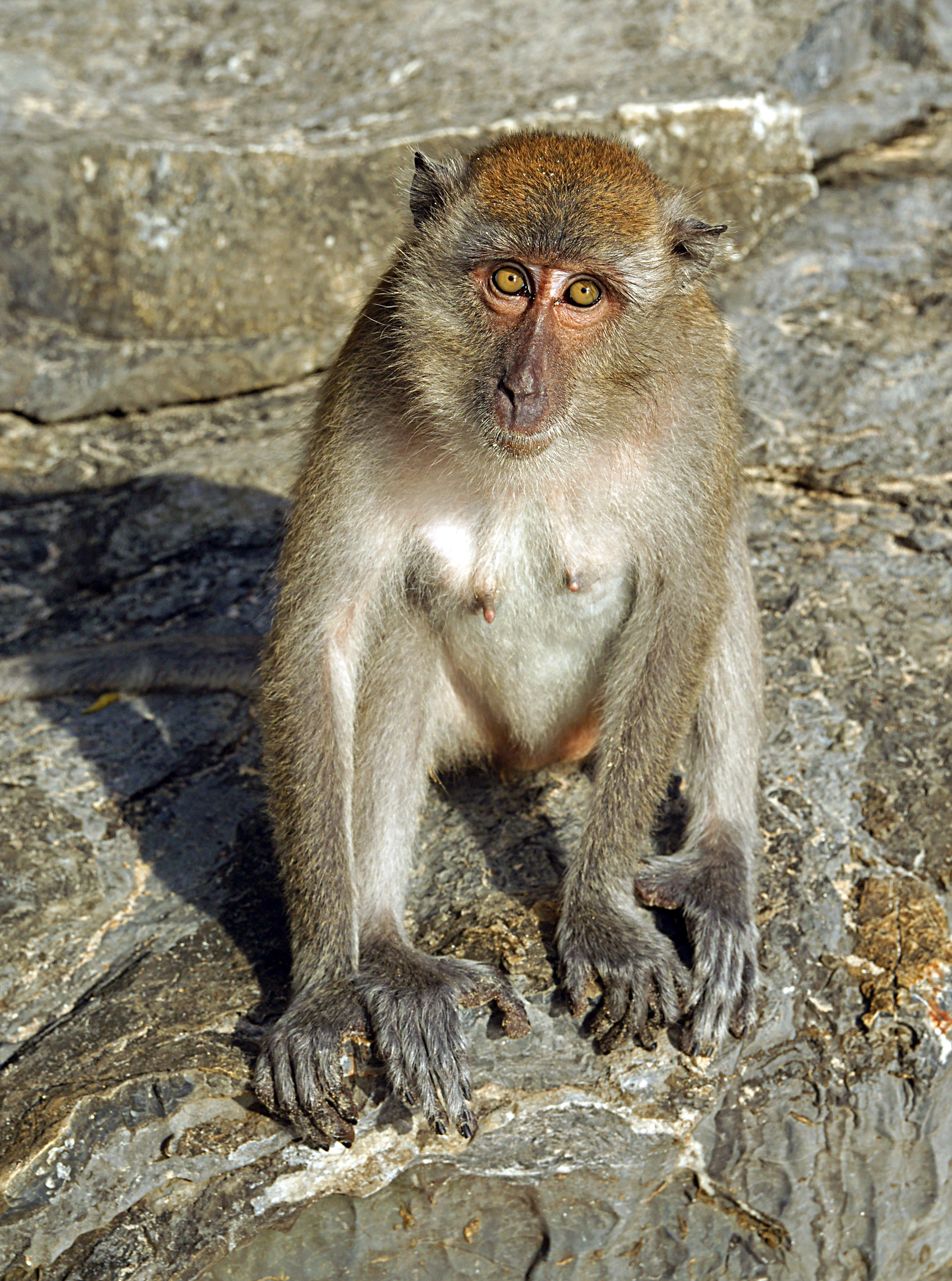
Núm vú của một con khỉ

Sự phát triển của vú (Breast development) còn được gọi là sự phát triển của bộ ngực là một quá trình sinh học phức tạp ở động vật linh trưởng diễn ra trong suốt cuộc đời của cá thể giống cái (ở người là phụ nữ). Sự phát triển của bộ vú diễn ra qua nhiều giai đoạn, bao gồm phát triển trước khi sinh ra, giai đoạn dậy thì và thời kỳ mang thai. Ở tuổi mãn kinh, sự phát triển của vú không còn và vú bị teo đi. Sự phát triển của vú dẫn đến các cấu trúc nổi bật và phát triển trên ngực được gọi là bầu vú ở các loài linh trưởng có vai trò chủ yếu như các tuyến vú. Quá trình này được thực hiện qua trung gian của nhiều loại hormone (và các yếu tố tăng trưởng), trong đó quan trọng nhất bao gồm estrogen (hooc môn sinh dục nữ), progesterone, prolactin và hormone tăng trưởng.
Sự phát triển của vú phụ nữ trong thời kỳ dậy thì là do các hormone sinh dục, chủ yếu là estrogen. Hormone này đã được chứng minh gây ra sự phát triển giống phụ nữ, làm vú to ra ở nam, gọi là hiện tượng nữ hóa. Hormone này còn được dùng trong các ca phẫu thuật chuyển đổi giới tính. Một số điều kiện được biết đã gây ra sự phát triển bất thường ở vú trong thời kỳ dậy thì. Vú phát triển quá mức (virginal breast hypertrophy) là tình trạng liên quan đến sự phát triển quá mức của vú trong thời kỳ dậy thì, và trong một số trường hợp vú tiếp tục phát triển sau tuổi dậy thì. Vú kém phát triển (hypoplasia) là tình trạng một hoặc cả hai bên vú đều không phát triển trong thời kỳ dậy thì. Hình dạng giống quả cầu của vú đã làm giảm sự mất nhiệt, bởi vì nhiệt độ cao là một điều kiện cần có để sản xuất sữa.

## Thay đổi

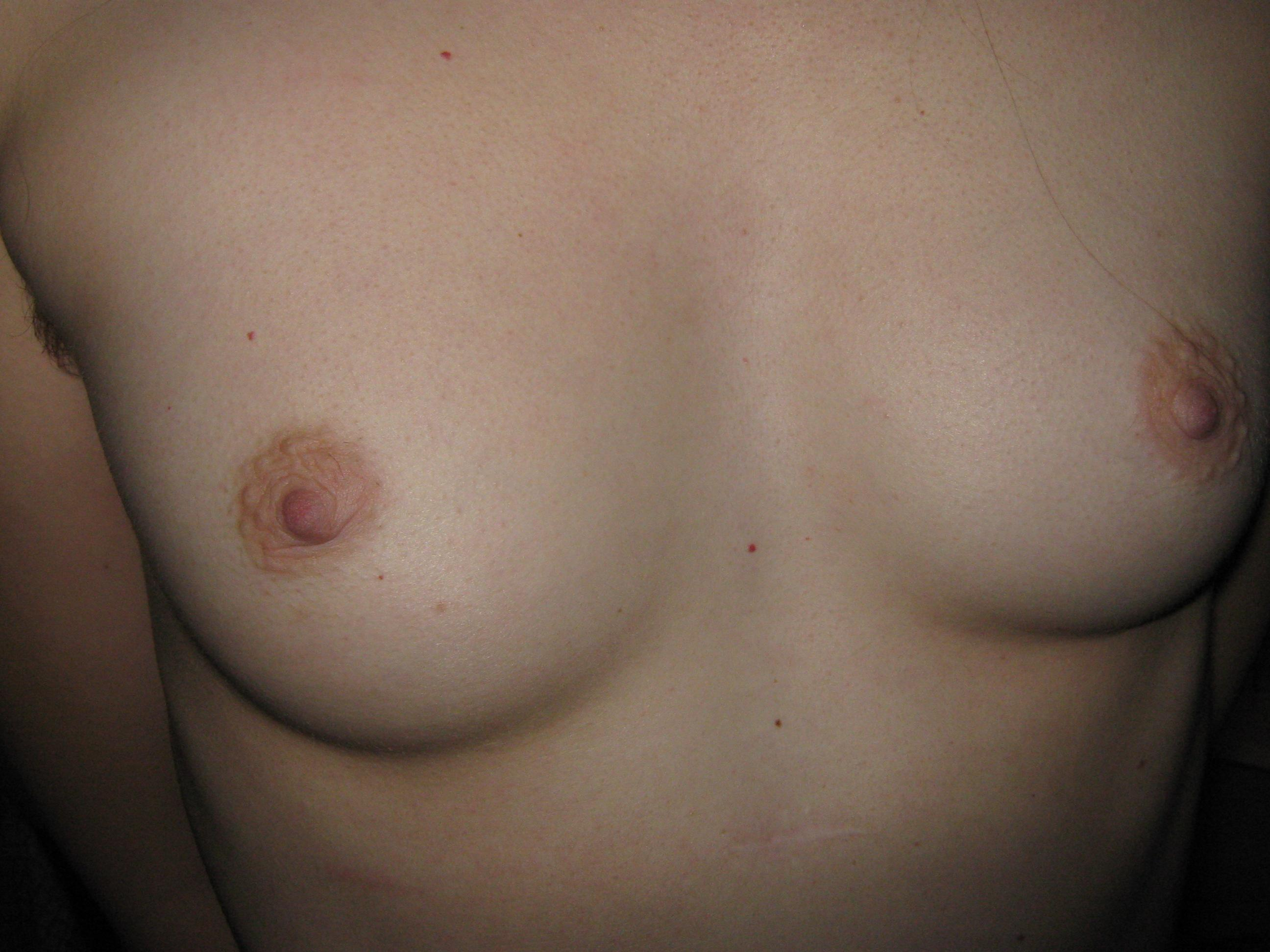
Ngực phát triển ở giai đoạn dậy thì

Khi bước vào tuổi dậy thì ở nữ, ngực sẽ bắt đầu phát triển do lượng hormone trong cơ thể trẻ nữ thay đổi và hệ nội tiết sản sinh ồ ạt hormone giới tính. Các bé gái thường phát triển ngực vào giai đoạn 11-12 tuổi, tuy nhiên có một số bé lại bắt đầu phát triển ngực khi chỉ mới 7-8 tuổi hoặc đến tận 15 tuổi. Giai đoạn đầu tiên bắt đầu vào khoảng 8-12 tuổi, núm vú chỉ bắt đầu nhú lên, xuất hiện quầng tròn màu hồng. Quá trình này diễn ra trong thời gian khá dài; giai đoạn tiếp theo là vào khoảng 13 tuổi. Vòng ngực của trẻ sẽ nhô cao và phát triển dần thành bầu ngực, quầng tròn màu hồng sẽ phát triển rộng ra và nhạy cảm hơn. Khi trẻ 14 tuổi, ngực được nâng cao hơn một chút và quầng tròn màu hồng sẽ được mở ra tiếp, những núm vú và bầu vú sẽ nhú lên rõ ràng hơn trên khuôn ngực của bé gái, giai đoạn tiếp theo, là khoảng thời gian trẻ 15-16 tuổi, ngực tăng kích cỡ rõ rệt nhất và trẻ bắt đầu cảm thấy đau nhức ở vùng ngực. Giai đoạn 16-18 tuổi thì bộ ngực phát triển tối đa và toàn diện.

## Tiết sữa
Khi sinh con (đẻ con), hoóc môn estrogen và progesterone nhanh chóng giảm xuống mức rất thấp với mức progesterone không thể phát hiện được. Ngược lại, mức prolactin vẫn tăng. Vì estrogen và progesterone ngăn chặn quá trình tạo sữa do prolactin gây ra bằng cách ức chế sự biểu hiện của thụ thể prolactin (PRLR) trong mô vú, sự vắng mặt đột ngột của chúng dẫn đến việc prolactin bắt đầu sản xuất sữa và tiết sữa. Bên trong ngực của mỗi người phụ nữ có những túi rất nhỏ, gọi là các nang sữa. Sau khi sinh con, hormone được tiết ra từ cơ thể bạn sẽ phát tín hiệu cho các nang này để sản xuất ra sữa. Sự biểu hiện của PRLR trong mô vú có thể tăng gấp 20 lần khi nồng độ estrogen và progesterone giảm xuống khi sinh con.
Khi trẻ bú sữa mẹ, prolactin và oxytocin tương ứng được tiết ra và làm trung gian cho việc sản xuất và thải sữa. Sữa mẹ được tạo ra nhờ phản xạ tiết sữa hay còn gọi là phản xạ Prolactin. Prolactin ức chế sự tiết LH và FSH, do đó dẫn đến lượng estrogen và progesterone tiếp tục thấp, và xảy ra tình trạng vô kinh tạm thời (không có chu kỳ kinh nguyệt). Càng cho em bé bú nhiều, Prolactin và Oxytocin càng được sinh ra nhiều và từ đó kích thích tạo ra sữa cho nhu cầu của em bé.  Trong trường hợp không cho con bú thường xuyên, liên tục, khiến nồng độ prolactin cao, nồng độ prolactin sẽ nhanh chóng giảm xuống, chu kỳ kinh nguyệt sẽ tiếp tục và do đó mức estrogen và progesterone bình thường sẽ trở lại, và việc tiết sữa sẽ chấm dứt (nghĩa là cho đến khi sinh đẻ tiếp theo cho đến khi gây ra tiết sữa (ví dụ, với một biểu mô tế bào), diễn ra).

## Nguy cơ

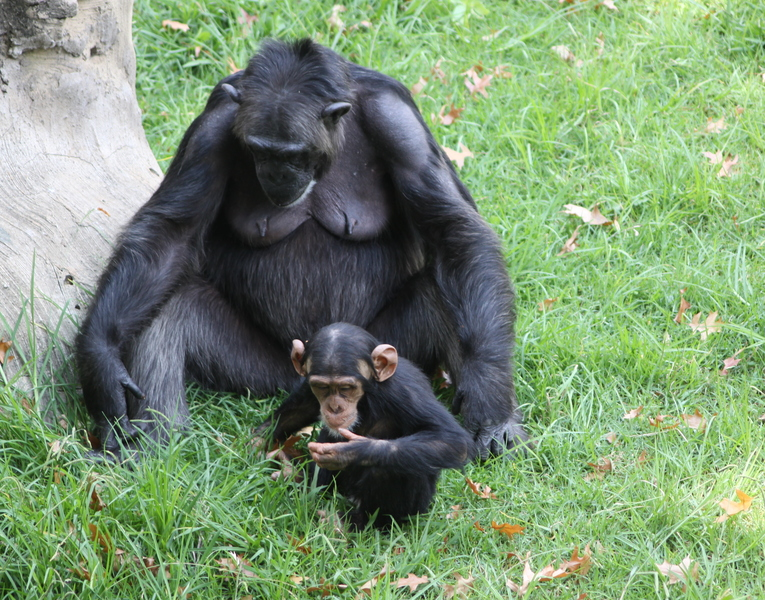
Bộ ngực của một con hắc tinh tinh cái và đứa con của nó

Một số yếu tố về hình thái vú rõ ràng có liên quan đến ung thư vú. Nhiều dạng đa hình này cũng có liên quan đến nguy cơ phát triển ung thư vú, cho thấy mối liên hệ tích cực tiềm ẩn giữa kích thước vú và nguy cơ ung thư vú. Tuy nhiên, ngược lại, một số đa hình cho thấy mối liên quan tiêu cực giữa kích thước vú và nguy cơ ung thư vú. Trong mọi trường hợp, một phân tích tổng hợp kết luận rằng kích thước vú và nguy cơ ung thư vú thực sự có liên quan quan trọng với nhau. Mức độ IGF-1 lưu hành có liên quan tích cực đến thể tích vú ở phụ nữ.
Mặc dù kích thước vú có tính di truyền vừa phải, nhưng mối quan hệ giữa kích thước vú và ung thư là không chắc chắn. Các biến thể di truyền ảnh hưởng đến kích thước bộ ngực vẫn chưa được xác định. Thông qua các nghiên cứu về mối liên kết trên toàn bộ bộ gen, một loạt các đa hình di truyền có liên quan đến kích thước bộ ngực. Một số trong số này bao gồm rs7816345 gần ZNF703; rs4849887 và rs17625845 INHBB (ức chế βB); rs12173570 gần ESR1 (ERα); rs7089814 trong ZNF365; rs12371778 gần PTHLH (hormone giống hormone tuyến cận giáp); rs62314947 gần AREG (amphiregulin); cũng như rs10086016 ở 8p11,23 (ở trạng thái mất cân bằng liên kết hoàn toàn với rs7816345) và rs5995871 ở 22q13 (chứa gen MKL1, được tìm thấy để điều chỉnh hoạt động phiên mã của ERα).
Ngoài ra, sự vắng mặt của alen 19 lặp lại phổ biến trong gen IGF1 cũng có liên quan tích cực đến thể tích vú ở phụ nữ, cũng như với mức IGF-1 cao trong khi sử dụng thuốc tránh thai và làm giảm sự suy giảm bình thường liên quan đến tuổi ở nồng độ IGF-1 ở phụ nữ. Có sự khác biệt lớn về tỷ lệ phổ biến của alen 19 lặp lại IGF1 giữa các nhóm dân tộc và sự vắng mặt của nó đã được báo cáo là cao nhất ở phụ nữ Mỹ gốc Phi. Các biến thể di truyền trong AR có liên quan đến cả thể tích vú (cũng như chỉ số khối cơ thể). Biểu hiện COX-2 có liên quan tích cực với thể tích vú và tình trạng viêm ở mô vú, cũng như nguy cơ và tiên lượng ung thư vú.